# María Cuesta
María del Socorro Cuesta Rodríguez, más conocida como María Cuesta, (Madrid, 17 de septiembre de 1973) es una política, economista y asesora jurídica española del Partido Popular, actualmente es diputada en la XV legislatura tras las elecciones generales julio de 2023, además de alcaldesa de Espirdo desde 2017 (puesto que ya ocupó entre 2011-2015 y revalidó en 2023) y presidenta de la asociación rural Segovia Sur. En el pasado ha sido también diputada provincial y miembro de Ciudadanos y de la candidatura independiente CIME.

## Biografía
Aunque nació en Madrid el 17 de septiembre de 1973, vivió desde siempre en Espirdo, Segovia. Se licenció en Derecho por la Universidad Complutense de Madrid donde también hizo un máster en Asesoría Jurídica de Empresas.
En junio de 2001 fue nombrada apoderada de Promoción de Servicios Culturales y Recreativos SL. También fue apoderada hasta el 11 de agosto de ARS 7 Segovia SL, la empresa que gestiona el único cine de la ciudad de Segovia.